# 특징 스케일링
특징 스케일링 또는 피처 스케일링은 데이터의 특징이나 독립 변수의 구간을 표준화하는 방법론이다. 데이터 프로세싱에서 이는 데이터 정규화로 정의되며, 이전 단계를 위한 처리 작업이다.

## 동기
가공 전의 실험 데이터(raw data)가 다양하고 넓게 퍼져 있기 때문에 기계 학습 분야의 여러 알고리즘은 정규화 없이는 만족스러운 결과를 얻지 못한다.

## 응용
경사 하강법에서 특징 스케일링은 알고리즘의 속도 제약을 완화해준다. SVM에서는 서포트 벡터를 찾는 시간을 감소시키며 커널 함수 공간 내에 알맞게 데이터 포인트를 위치시킨다.

## 같이 보기
- 표준 점수